# Reda (Pommeren)
Reda (Duits: Rheda) is een stad in het Poolse woiwodschap Pommeren, gelegen in de powiat Wejherowski. De oppervlakte bedraagt 29,45 km², het inwonertal 18.111 (2005).